# Denitrifikacijske bakterije
Denitrifikacijske bakterije so bakterije, ki med procesom denitrifikacije reducirajo nitrate v amonijak in molekularni dušik. Med te sodijo bakterije vrste pseudomonas in bakterije vrste micrococcus. Denitrifikacijske bakterije so avtotrofi (kemoavtotrofi) in anaerobionti. Denitrifikacijske bakterije so pomembne pri kroženju dušika v naravi.
Vir: Slovar Ekologije / DZS 1998